# Marx-Engels-Werke

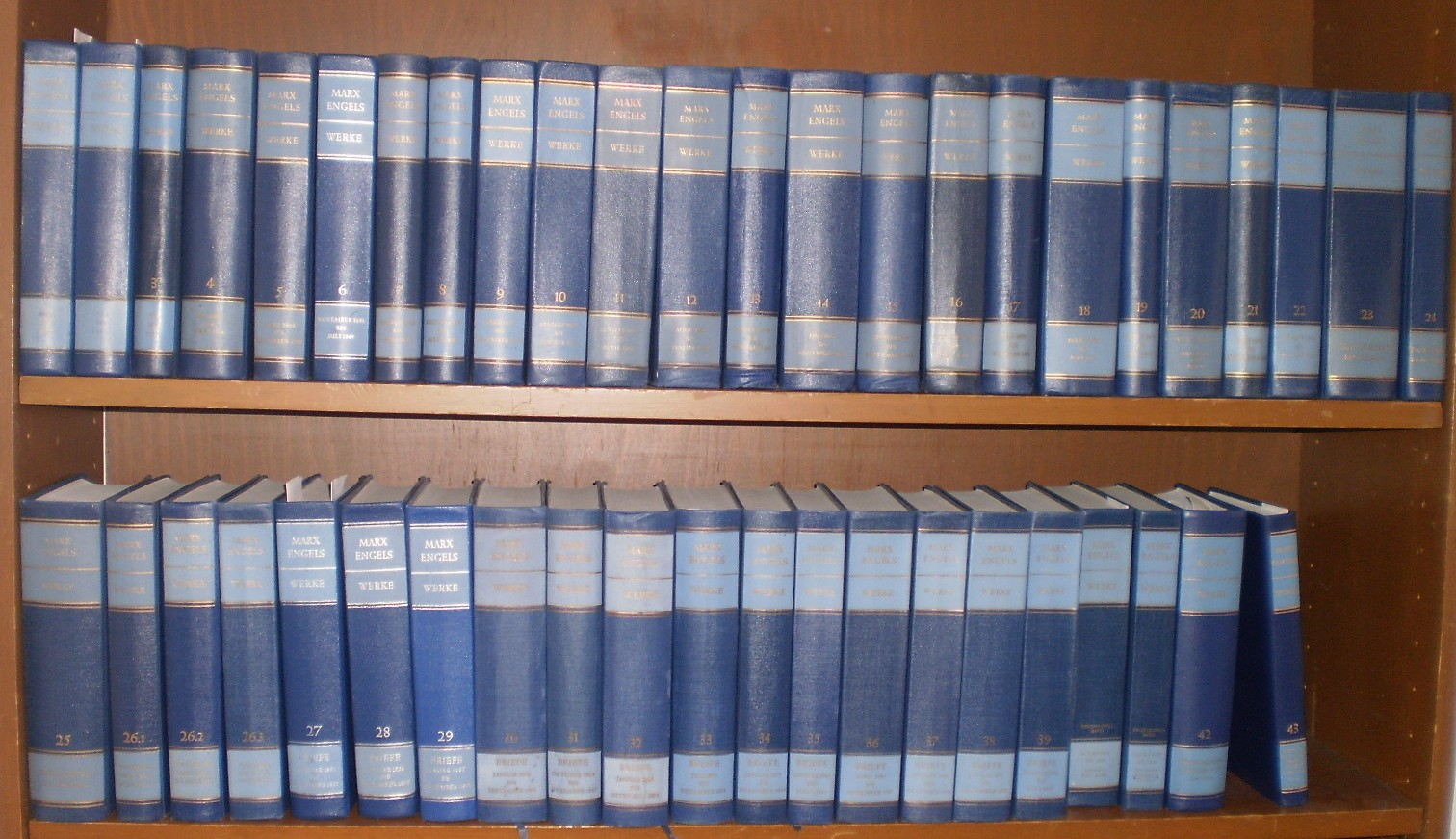
Volúmenes Marx-Engels-Werke.

Los Marx-Engels-Werke o MEW, (también conocido como Volúmes Azules; traducido al español como Obras Marx-Engels u OME) es una recopilación muy citada de las obras de Karl Marx y Friedrich Engels. Se trata de 44 volúmenes (en 46 libros), que fueron publicados desde 1956 por el Instituto de Marxismo-Leninismo en el Comité Central del SED (Vol. 1-42), por el Instituto de Historia del Movimiento Obrero (Vol. 43 ), y por la Fundación Rosa Luxemburgo (Vol. 44) fueron publicados por Dietz Verlag en Berlín. La Fundación Rosa Luxemburg actúa como editora del MEW desde 1999. Entre 1973 y 1980, Manuel Sacristán dirigió una traducción española de los MEW en varios tomos, publicada en la editorial Grijalbo.
Con los 1.700 escritos y 4.170 cartas impresas en los 44 volúmenes del MEW, la edición sigue siendo la edición más completa del legado literario de Marx y Engels en alemán hasta que se complete la Marx-Engels-Gesamtausgabe (MEGA2). Su gran circulación y amplia distribución se debe, entre otras cosas, al hecho de que alrededor de 60% de los textos editados en MEW están contenidos en la redacción original en alemán, lo que ha hecho de la edición una base internacional popular para traducciones y trabajos de investigación en el pasado. Los volúmenes de MEW se reimprimen periódicamente hasta el día de hoy y continúan siendo publicados por Karl Dietz Verlag, donde son revisados y supervisados por Ingo Stützle.

## Historial de ediciones

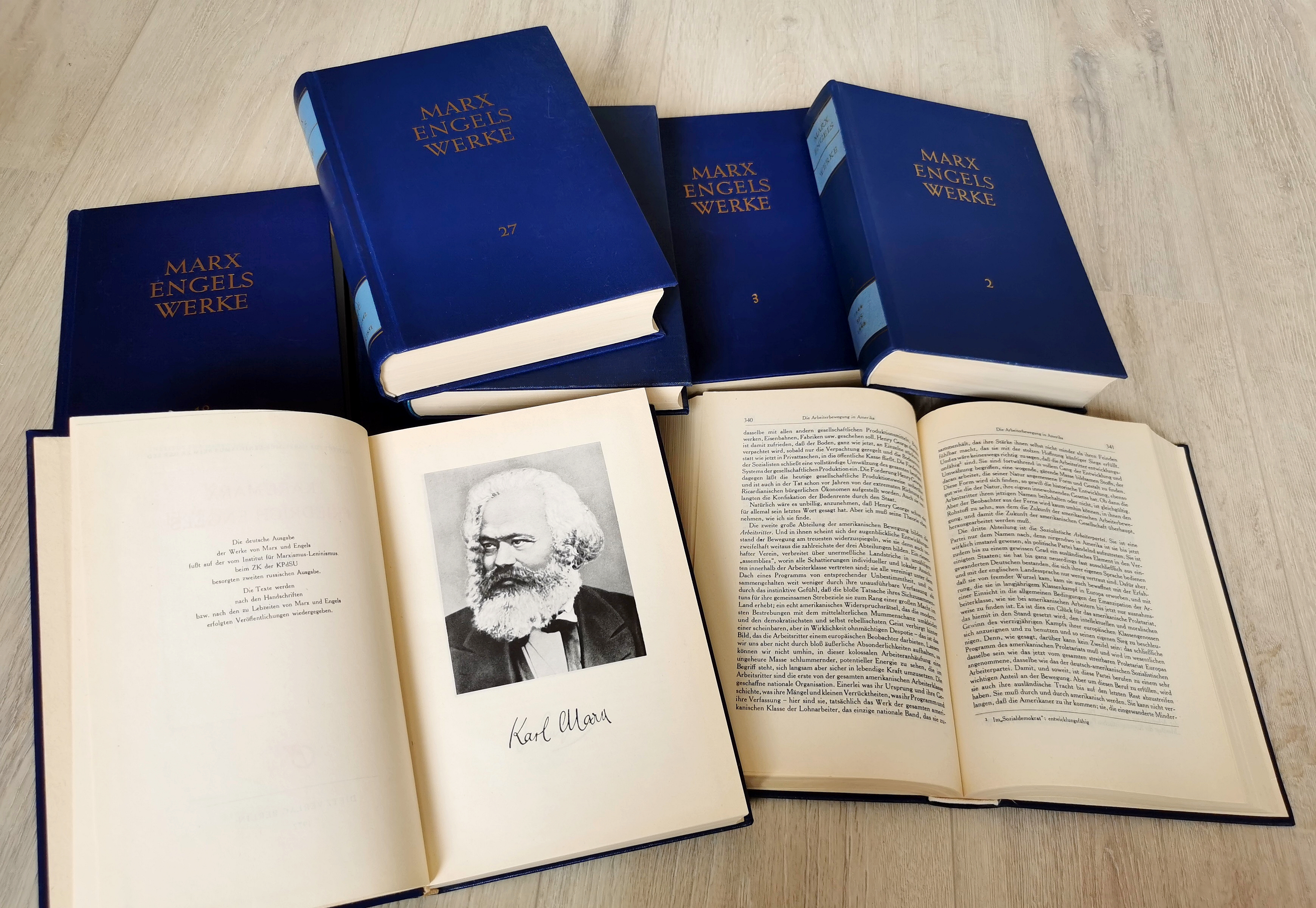
Varios volúmenes de MEW, incluido el volumen 1 con un retrato de Marx.

La decisión de publicar una edición en alemán en varios volúmenes de las obras de Marx-Engels fue tomada por el Comité Central del SED en el “Año Karl Marx” de 1953 (con motivo de la muerte de Karl Marx, hace 70 años). La edición se basó expresamente en la segunda edición en ruso de las obras de Marx-Engels ( Sotschinenija 2 ). Fue publicado por el Instituto de Marxismo-Leninismo del Comité Central del PCUS en Moscú y apareció en 39 volúmenes (principales) entre 1955 y 1966, a los que siguieron tres volúmenes índice y 11 volúmenes suplementarios (40-50) entre 1968. y 1981. La estructura del volumen, la selección del texto, los prólogos, los comentarios y el aparato se adoptaron de la edición madre soviética del MEW. Los textos del MEW, que en su mayor parte están en alemán, se editaron basándose en los manuscritos originales o se tradujeron de los idiomas originales al alemán.
Partiendo del carácter fundamental de Sotschineniya2, el MEW no es una edición histórica-crítica completa, sino más bien una gran edición de estudio con una selección representativa de textos, que incluye todas las obras, escritos y artículos completos y publicados de Marx y Engels, así como así como una selección de manuscritos, borradores y trabajos preparatorios, y finalmente las cartas de los dos autores. A diferencia de los volúmenes del primer y segundo MEGA, se evitó deliberadamente “la publicación completa de extractos, borradores, bocetos, es decir, trabajos preparatorios en general” y “la reproducción de los textos en el idioma del original” (MEW, vol. 2, págs.IX–X).

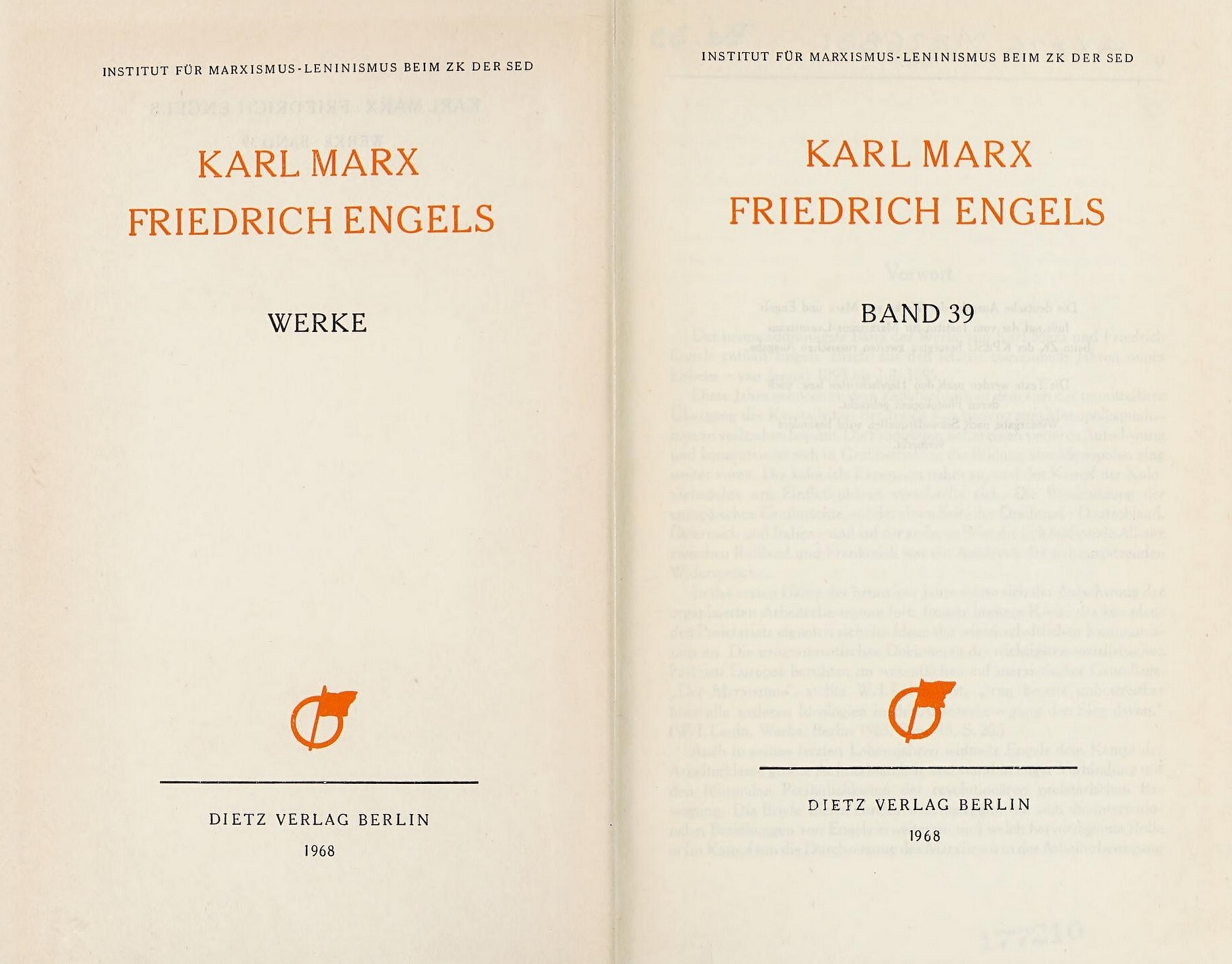
Portadas del volumen 39 de MEW (1.ª edición, 1968), que inicialmente concluye el número.

Los 39 volúmenes principales del MEW aparecieron entre 1956 y 1968, fueron seguidos en 1967 y 1968 por dos volúmenes suplementarios (vols. 40 y 41) con escritos, manuscritos y cartas de Marx y Engels del período hasta el que se había publicado anteriormente. omitido en los volúmenes 1 y 27 de la edición de 1844, en 1983 también hubo un volumen con los “ Grundrisse” de Marx (Vol. 42), y en 1990 y 2018, respectivamente, dos volúmenes con el manuscrito económico de Marx de los años 1861–1863 (vol. 43 y 44). La edición también incluye dos volúmenes de directorio y un volumen de índice.
La discusión académica sobre el marxismo sobre la base del MEW también pudo haber tenido consecuencias legales en la República Federal de Alemania durante la era Adenauer y durante la Guerra Fría. Oskar Negt informó sobre la confiscación de volúmenes de MEW ordenados a la RDA por un tribunal de distrito de Alemania Occidental en 1960 porque eran "material de propaganda que ponía en peligro al Estado" de la "Zona de Ocupación Socialista", que "basándose en disposiciones legales, fue confiscado por el tribunal de distrito de Rothenburg ha sido confiscado”. Sin embargo, el MEW se convirtió rápidamente en la base de referencia reconocida en los países de habla alemana para ediciones individuales y seleccionadas y para citas en trabajos y publicaciones científicas.
Durante mucho tiempo, el MEW ocupó una posición especial en las ediciones e investigaciones internacionales de Marx-Engels, porque en gran medida no se basan en traducciones de otros idiomas, sino en los manuscritos originales alemanes (sólo aquellos entre 1975 y 1975 tienen un papel especial similar). La edición en inglés de 50 volúmenes de Marx/Engels Collected Works (MECW), publicada en 2004, contiene aproximadamente 30% de los textos se basan en la redacción original en inglés). Los volúmenes de MEW publicados hasta 1989 tenían entre 4 y 5 ediciones por volumen, es decir, se vendieron más de 60.000 ejemplares cada uno. Hasta el final de la RDA se habían impreso en total unos 3,5 millones de volúmenes del MEW. Se exportó un total de alrededor de 1.500 copias por volumen a más de 30 países, incluidos entre 500 y 600 solo a Japón.
Después de que se interrumpiera la publicación del MEW debido al colapso de la RDA, la Fundación Rosa Luxemburgo, afiliada al Partido del Socialismo Democrático, asumió la dirección de la edición en 1999. Para mantener su disponibilidad, desde entonces se han reimpreso sin cambios alrededor de una docena de volúmenes de MEW (incluidos los volúmenes 5, 6, 12, 17, 23, 24, 25, 26.1, 26.2, 32, 34 y 42), y aparecen nuevas ediciones periódicamente. Aunque el texto y las páginas son idénticos a las ediciones anteriores, los prólogos, notas, crónicas y registros personales se han reeditado íntegramente (por ejemplo, los volúmenes 1, 8, 13, 21, 40 y 41). En la primavera de 2018, después de un largo período de edición, Karl Dietz Verlag publicó el volumen 44 de MEW, cuya edición comenzó durante la era de la RDA pero tuvo que cancelarse en 1990.

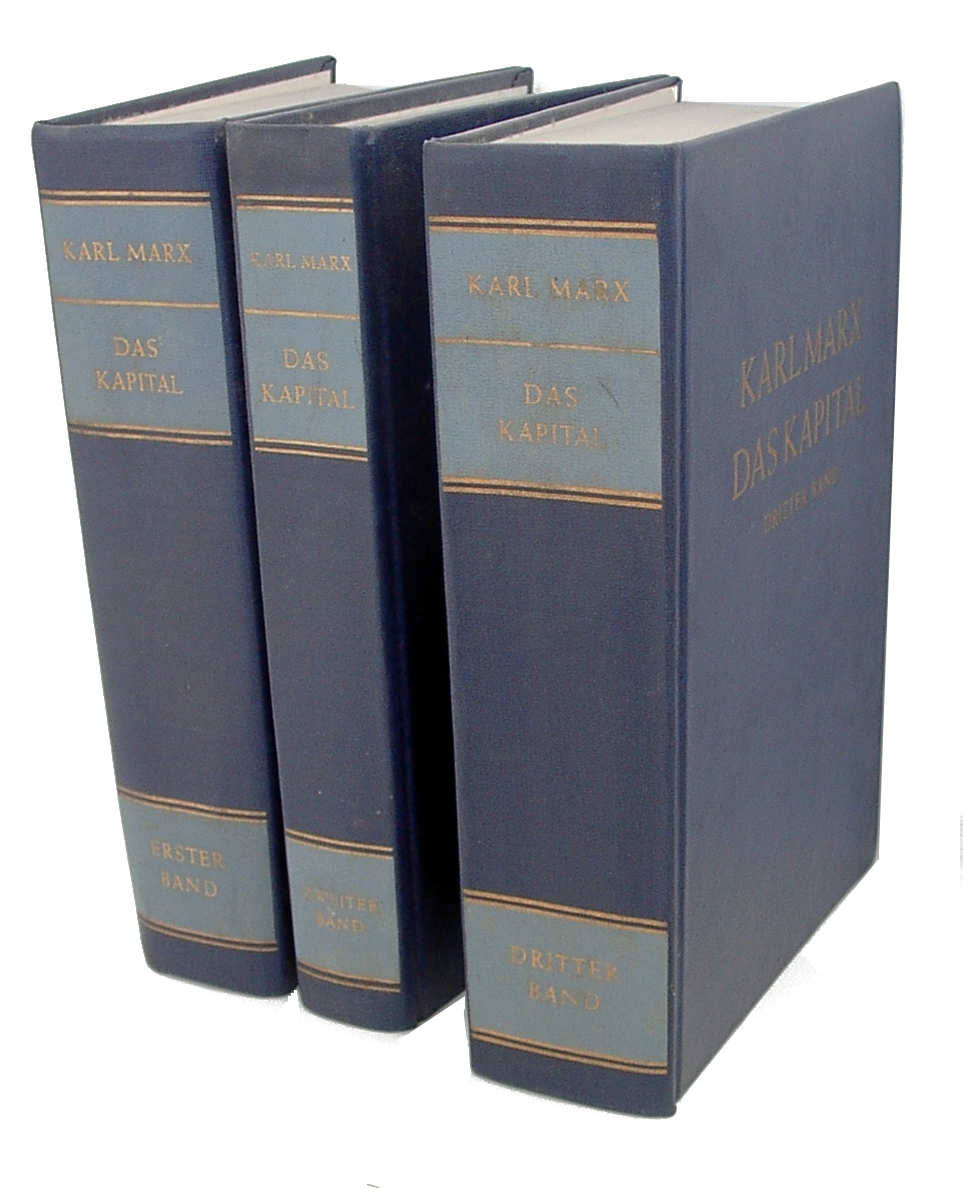
Volúmenes MEW 23-25 (Das Kapital) como edición separada, 1973.

Aunque el MEW, a diferencia del MEGA, no tiene una división clara en diferentes secciones (sino que los volúmenes están numerados de forma continua), la edición se puede dividir en tres o cuatro áreas:
- Vol. 1–22 (obras y escritos): aquí se imprimen las conocidas obras, publicaciones, artículos y discursos filosóficos, económicos, históricos y políticos de Marx y Engels, que incluyen, por ejemplo: “La ideología alemana” (Vol. 3), el “Manifiesto comunista” (Vol. 4), “ El 18 de brumario de Luis Bonaparte” (Vol. 8), “Crítica del Programa de Gotha ” (Vol. 19) o el “Anti-Dühring” de Engels (vol. 20).
- Vol. 23-26.3 (escritos económicos): Esta área incluye los tres volúmenes de la obra principal de Marx "El capital" (Vol. 23-25) y las "Teorías sobre la plusvalía" (Vol. 26.1-26.3), parte del Manuscrito económico de los años 1861-1863.
- Vol. 27-39 (cartas): Los volúmenes de cartas incluyen la correspondencia entre Marx y Engels y a terceros (sin embargo, a diferencia de MEGA2, no las cartas de terceros a Marx y Engels) del período 1842-1895.
- Vol. 40–44 (volúmenes complementarios): los volúmenes 40 y 41 complementan material previamente omitido por Marx y Engels desde el período hasta 1844, el volumen 42 incluye los “Grundrisse” de 1857/58 y los volúmenes 43 y 44 complementan los volúmenes 26.1 – 26.3, completando el manuscrito económico de 1861-1863.

Publicado adicionalmente:
- Dos volúmenes del directorio: un primer volumen (Directorio Marx Engels - Primer Volumen: Obras, Escritos, Artículos) en 1966, un segundo (Directorio Marx Engels - Segundo Volumen: Cartas, Postales, Telegramas) en 1971.
- Índice temático de los volúmenes 1-39: Después de que Pahl-Rugenstein publicara un índice temático para el MEW en 1983, en 1989 siguió la edición oficial de Dietz Verlag (Karl Marx - Friedrich Engels Works. Índice temático (volumen 1-39)) .

## Crítica
El MEW fue en parte controvertido dentro de la historia de la filosofía y dentro del propio marxismo. Debido a su origen como variante en alemán de la segunda edición en ruso de la obra, fueron editados según las directrices político-ideológicas de la dirección del SED y del PCUS. Al adoptar los prefacios y el sistema de notas e índices de la edición soviética, el MEW se hizo vulnerable a acusaciones de canonización y dogmatización que, según algunos críticos, pretendían llevar al lector a la opinión de que el marxismo-leninismo es la única interpretación correcta de Marx.
Las controversias que habían surgido sobre la selección de textos en el MEW se resolvieron relativamente rápido después, por ejemplo, de la omisión de los  Manuscritos económicos y filosóficos de 1844 de Karl Marx y otros escritos tempranos de los dos autores en el primer volumen de la edición (1956) había sido corregida en ambos volúmenes suplementarios 1967/68. Dado que los textos editados en el MEW se basaron en los manuscritos originales, la exactitud de los textos en sí es indiscutible y el MEW es reconocido como la edición autorizada por científicos de diversas escuelas y movimientos. El comentario sobre las ediciones publicadas antes de 1989 ahora se ignora en gran medida, especialmente porque los volúmenes de MEW que se han vuelto a publicar desde la década de 1990 contienen prólogos actualizados que se diferencian de las antiguas interpretaciones e incorporan el estado más reciente de la investigación.

## Restricciones de lectura en la RDA
El acceso a los escritos de los “clásicos” marxista-leninistas –incluidos los volúmenes del MEW– estaba restringido para presos políticos en la RDA. Por ejemplo, en la década de 1970, a los ciudadanos de la RDA que habían exigido libertad de expresión y posteriormente fueron arrestados se les prohibió fundamentalmente tomar prestadas obras de Marx-Engels de las bibliotecas de las prisiones después de que escribieran en el artículo de Marx de 1842 “Bemerkungen über die neueste preußische Zensurinstruktion. Von einem Rheinländer” (Observaciones sobre las últimas instrucciones de censura prusianas) habían comenzado a citarse (MEW, vol. 1, págs. 3-27) y otros escritos de Marx. A los reclusos de la “Sección de la RDA” del Partido Comunista de Alemania/Marxistas-Leninistas, destruida por la Stasi a principios de los años 1980, a veces se les prohibía leer los textos “clásicos” durante su estancia en prisión.